# Regió codificant
La regió codificant d'un gen és la part d'ADN o d'ARN que es transcriu a un altre ARN, que actua com a missatger o com una part d'ARN no codificat (per exemple un ARN de transferència o un ARN ribosòmic). D'aquesta manera la transcripció podrà ser traduïda a proteïnes. Això no inclou les regions dels gens que serveixen com regió de reconeixement, iniciador de seqüència, o terminador de seqüència, només inclou la regió que serà directament unida als aminoàcids.
La seua codificació a la base de dades GenBank per a cerques és «CDS».